# Stod IL
Stod IL (norska: Stod Idrettslag) är en sportklubb från Steinkjer, Norge, grundad 1902. Klubben har aktivitet inom många sporter. Dess damvolleybollag nåde under 2010-talet betydande framgångar genom att vinna norska mästerskapet en gång (2013/2014) och eliteserien tre gånger (2011/2012, 2013/2014 och 2014/2015). På grund av dess nationella framgångar deltog de i CEV Challenge Cup fyra gånger i rad.